# Rick Marotta
Richard Thomas "Rick" Marotta (født 7. januar 1948 i New York City, New York, USA) er en amerikansk studietrommeslager, percussionist og komponist.
Marotta har indspillet og spillet med kunstnere som Aretha Franklin, Carly Simon, Steely Dan, James Taylor, Paul Simon, John Lennon, Hall & Oates, Stevie Nicks, Roy Orbison, Todd Rundgren, Roberta Flack, Peter Frampton, Quincy Jones, Jackson Browne, Al Kooper, Waylon Jennings, Diana Ross, Randy Newman, Bonnie Raitt, Peter Gabriel, Dolly Parton, The Jacksons, Crosby, Stills & Nash, Randy Crawford, Chaka Khan, Peter Gabriel, og Linda Ronstadt. Han er selvlært som trommeslager, og har også spillet som percussionist på mange sessions. Marotta har komponeret musikken til mange amerikanske fjernsynsserier såsom Everybody Loves Raymond og Yes, Dear. Han er bror til trommeslageren Jerry Marotta.

## Udvalgt Diskografi
- The Royal Scam (1976) - med Steely Dan
- Aja (1977) - med Steely Dan
- Walking Man (1974) - med James Taylor
- Spy (1979) med Carly Simon
- Torch (1981) med Carly Simon
- There Goes Rhymin' Simon (1973) - med Paul Simon
- Let Me in Your Life (1974) -med Artha Franklin
- Mind Games (1974)- med John Lennon
- Simple Dreams (1977) - med Linda Ronstadt
- Get Closer (1982) - med Linda Ronstadt
- Destiny (1978) - med The Jacksons
- The Glow (1979) - med Bonnie Raitt
- Surprises (1976) - med Herbie Mann
- Brazil: Once Again (1977) - med Herbie Mann
- Chaka (1978) - med Chaka Khan
- Everything Must Change (1976) - med Randy Crawford'
- Raw Silk (1979) - med Randy Crawford
- Silk Electric (1982) - med Diana Ross

## Eksterne Henvisninger
- om Rick Marotta Arkiveret 12. januar 2022 hos  Wayback Machine